# Eric Koreng
Eric Koreng (* 16. Mai 1981 in Stralsund) ist ein ehemaliger deutscher Beachvolleyballspieler.

## Karriere

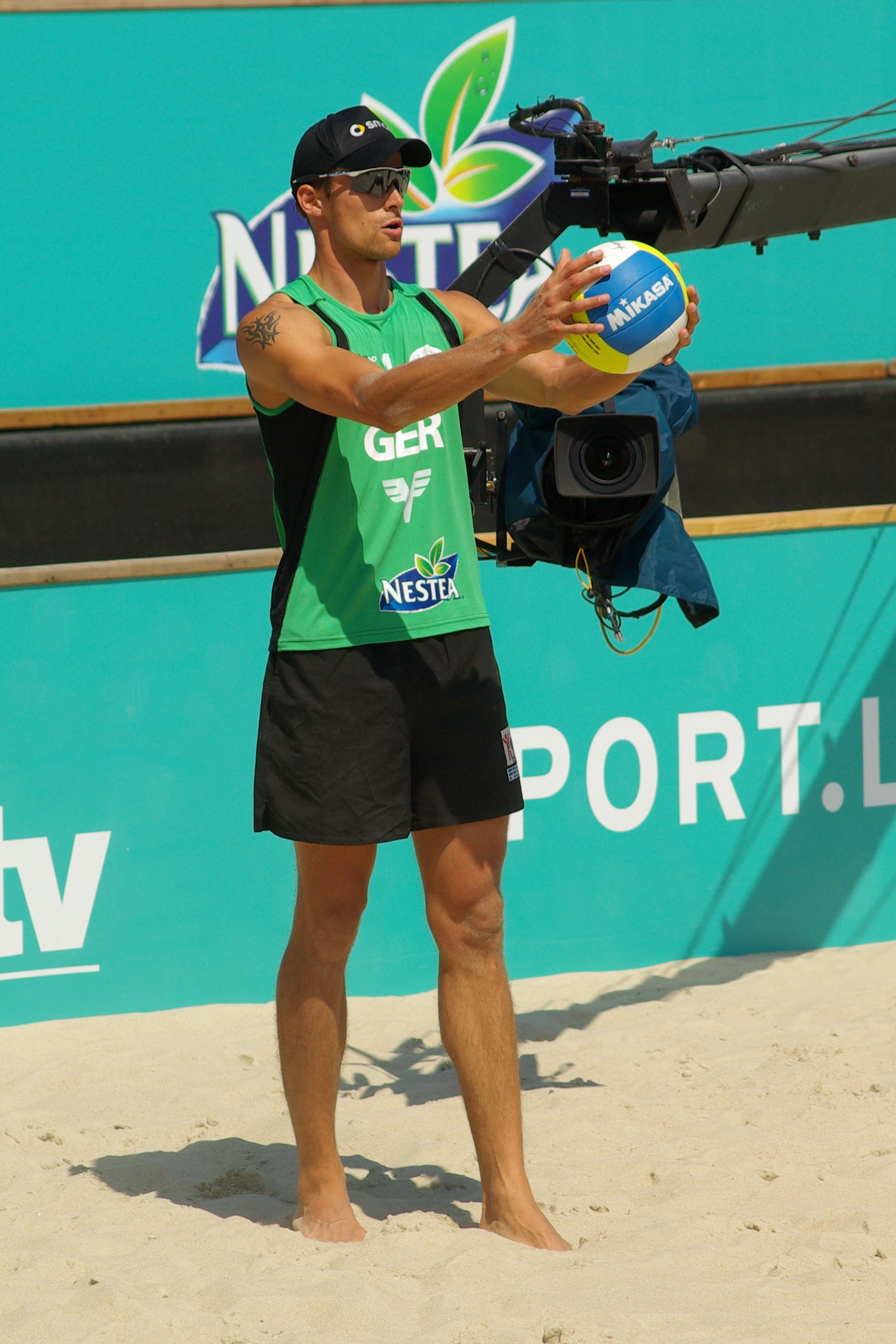
Bei den Austrian Masters 2008 in St. Pölten

Koreng begann 1992 mit dem Volleyball in der Halle. Im Jahr 2000 wechselte er zum Beachvolleyball. Mit Marcus Popp bestritt er seine ersten internationalen Turniere und wurde 2003 in Polen Vize-Europameister der U23. 2005 spielte Koreng erstmals mit David Klemperer. Bei der Weltmeisterschaft in Berlin kamen sie nicht über den 25. Platz hinaus. Im folgenden Jahr belegte er mit seinem neuen Partner Kay Matysik den 13. Platz bei der Europameisterschaft in Den Haag. Als Klemperer 2007 einen Ersatz für den erkrankten WM-Dritten Kjell Schneider suchte, kam das Duo wieder zusammen und war sofort erfolgreich. Bei der deutschen Meisterschaft wurde sie ebenso Dritte wie bei der EM in Valencia und die WM in Gstaad beendeten sie auf dem neunten Rang. Bei den World-Tour-Turnieren in Berlin und Klagenfurt wurden sie Zweiter. Besondere Aufmerksamkeit wurde Koreng beim Finale von Berlin zuteil, wo er im dritten Satz wegen der Hitze einen Kreislaufkollaps erlitt und von seinem brasilianischen Gegenspieler Fabio Luiz vom Platz getragen wurde. 2008 erreichte das von Gerald Maronde trainierte Duo den dritten Platz beim World-Tour-Turnier in Paris. Als zweites deutsches Team qualifizierten sich Klemperer/Koreng für die Olympischen Spiele in Peking, wo sie das Viertelfinale erreichten. Anschließend wurden sie mit einem 2:1-Sieg gegen die Titelverteidiger Julius Brink und Christoph Dieckmann erstmals deutscher Meister. Weitere Höhepunkte in der Karriere von Klemperer/Koreng waren 2010 ein Sieg beim Grand Slam in Stavanger und ein zweiter Platz beim Grand Slam in Gstaad. Am Ende der Saison 2011 wurde Eric Koreng als bester Aufschläger des Jahres der FIVB Tour ausgezeichnet. Nach einem fünften Platz 2012 beim Grand Slam in Berlin beendete David Klemperer seine Beachvolleyballkarriere. Mit dem neuen Partner Alexander Walkenhorst wurde Eric Koreng danach deutscher Vizemeister. Seit Juni 2013 spielte Koreng zusammen mit Finn Dittelbach. Dittelbach/Koreng belegten bei den Deutschen Meisterschaften Platz fünf. 2014 landeten sie bei der Europameisterschaft in Cagliari auf Platz neun. Mit Malte Stiel wurde Koreng Zweiter bei der Militär-Weltmeisterschaft in Warendorf. Nach einem zweiten Platz an der Seite von Thomas Kröger im August 2014 auf der Schweizer coop Beachtour in Rorschach beendete Koreng seine Karriere.

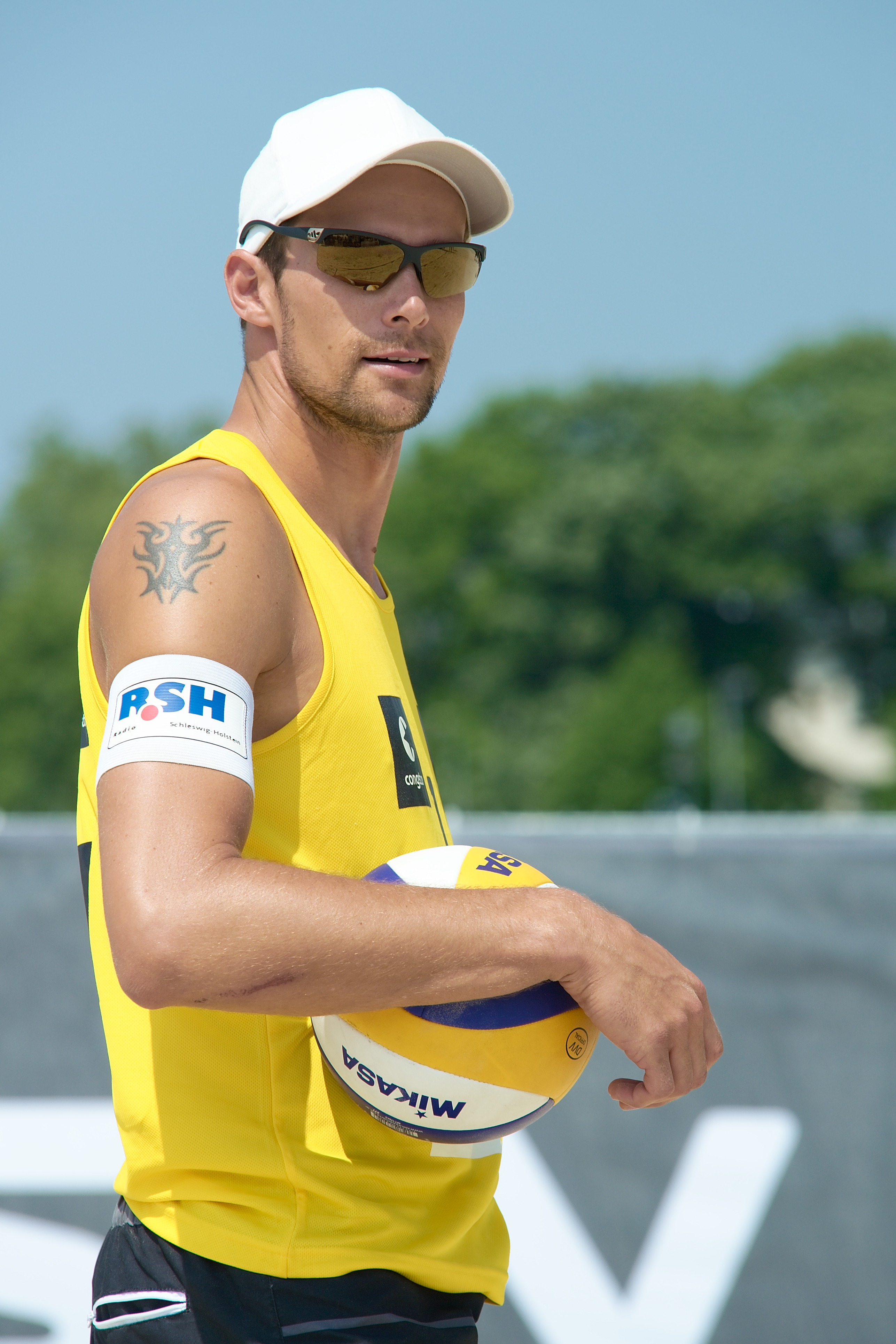
Auf der Smart Beach Tour in Münster 2013

2014 erhielt er den Commander’s Coin für seine sportlichen Erfolge. 2015 und 2016 war Koreng Nachwuchs-Bundestrainer beim DVV. Von 2017 bis 2021 war er Bundestrainer für die Beachvolleyballer am Bundesstützpunkt Hamburg.
Seit 2016 war Koreng auch wieder im Hallenvolleyball aktiv. Beim Kieler TV spielte er zunächst mit der dritten Mannschaft in der Regionalliga Nord, von 2023 bis 2025 war er Cheftrainer der ersten Mannschaft in der 2. Bundesliga Nord.

## Privat
Koreng wohnt in Kiel, ist verheiratet und hat ein Kind. Er war Stabsunteroffizier bei der Sportfördergruppe der Bundeswehr in Hamburg und Student für Sport und Pädagogik.